# Stephen Abas
Stephen Anthony Abas (* 12. Januar 1978 in Santa Ana, Kalifornien) ist ein ehemaliger US-amerikanischer Ringer. Er war Gewinner der Silbermedaille bei den Olympischen Spielen 2004 im freien Stil im Bantamgewicht.

## Werdegang
Stephen Abas wuchs in Hayward auf und begann an der dortigen James Logan High School mit dem Ringen. Im Anschluss daran besuchte er von 1998 bis 2002 die California State University in Fresno. Er wurde dort von Dennis Delido trainiert und entwickelte sich zu einem hervorragenden Freistilringer. Während seines Studiums gewann Abas dreimal die NCAA Division I Collegiat Championships, was dem US-amerikanischen Studentenmeister entspricht.
Abas startete in jenen Jahren ferner für den Wan Zu Wazuri Wrestling Club in Moreno Valley. Für diesen Club wurde er 1996 US-amerikanischer Juniorenmeister im Fliegengewicht sowie 1999, 2001, 2002 und 2004 US-amerikanischer Meister bei den Senioren im Bantamgewicht. Später ging er dann für die Sunkist Kids in Phoenix, Arizona an den Start.
Die internationale Ringerkarriere von Stephen Abas begann bereits 1994 mit einem dritten Platz bei der Junioren-Weltmeisterschaft (Cadets = bis zum 16. Lebensjahr) in Frankfort, Kentucky, in der Gewichtsklasse bis 51 kg Körpergewicht. 1996 und 1997 erreichte er bei den Junioren-Weltmeisterschaften (Juniors = bis zum 18. Lebensjahr) den sechsten und den fünften Platz und im Jahr 1998 gelang ihm bei der Junioren-Weltmeisterschaft (Espoirs = bis zum 20. Lebensjahr) in Las Vegas ein ganz großer Erfolg, denn er wurde im Bantamgewicht vor dem Usbeken Mais Ibadow und dem Iraner Mehdi Nikmanesh Junioren-Weltmeister.
Bei den Senioren benötigte Stephen Abas dann einige Zeit, bis er an diese großen Erfolge im Juniorenbereich anknüpfen konnte. Immerhin erreichte er im Jahre 2000 bei der Studenten-Weltmeisterschaft in Tokio, die ausgezeichnet besetzt war, einen guten vierten Platz im Bantamgewicht. Bei der Weltmeisterschaft 2001 in Sofia erreichte er nur den 16. Platz, weil er gleich in der 1. Runde gegen den späteren Weltmeister Herman Kantojeu aus Belarus verlor.
Stephen Abas gab aber nicht auf und gewann 2002 und 2003 jeweils ein stark besetztes Weltcup-Turnier und wurde im Jahre 2003 Sieger bei den Panamerikanischen Spielen in Santo Domingo. Bei der US-amerikanischen Ausscheidung (Trials) für die Olympischen Spiele in Athen besiegte er dann seinen großen Konkurrenten Samuel Henson und durfte die USA bei diesen Spielen im Bantamgewicht vertreten. Er kämpfte sich dort mit Siegen gegen Ghenadie Tulbea aus Moldawien, René Montero aus Kuba, Li Zhengyu aus China und Chikara Tanabe aus Japan bis in das Finale durch. In diesem war er jedoch letztlich gegen Mawlet Batirow aus Russland chancenlos und unterlag deutlich mit 1:9 Punkten. Er konnte sich aber über die Silbermedaille freuen.
Nach 2004 war Stephen Abas nur mehr bei einem Weltcup-Turnier in Taschkent am Start, das er auch gewann. Abas versuchte sich 2008 bei den Olympia-Trials für die Olympischen Spiele in Peking zu qualifizieren. Er scheiterte aber im entscheidenden Kampf gegen Henry Cejudo, der später in Peking auch Olympiasieger wurde. Seit einigen Jahren arbeitet er als Assistenztrainer an der California State University in Fresno.

## Internationale Erfolge
| Jahr | Platz  | Wettbewerb                                | Gewichtsklasse | |
| 1994 | 3.     | Junioren-WM (Cadets) in Frankfort/USA     | bis 51 kg      | hinter Cemil Kaskaya, Türkei, und Sanjay Kumar, Indien, und vor Dumitru Socaliuc, Rumänien, und Masaru Noguchi, Japan                                        |
| 1996 | 6.     | Junioren-WM (Juniors) in Moskau           | Fliegen        | hinter Mais Ibadow, Usbekistan, Akbar Behtari, Iran, Otar Tuschischwili, Georgien, Aslanbek Estebesons, Kirgisistan, und Agaren Akopjan, Armenien            |
| 1997 | 5.     | Junioren-WM (Juniors) in Helsinki         | bis 56 kg      | hinter Alireza Dabir, Iran, Bator Dschargalow, Russland, Octavian Cuciuc, Moldawien, und Viktor Bilokupniy, Ukraine, und vor Mais Ibadow                     |
| 1998 | 1.     | Junioren-WM (Espoirs) in Las Vegas        | Fliegen        | vor Mais Ibadow, Mehdi Nikmanesh, Iran, Sanjay Kumar und Wassili Fedoryschin, Ukraine                                                                        |
| 2000 | 1.     | Dave-Schultz-Memorial in Colorado Springs | Fliegen        | vor Wilfredo Garcia Quintana und René Montero, beide Kuba |
| 2000 | 4.     | Studenten-WM in Tokio                     | Fliegen        | hinter Oleksandr Karnyzkyj, Ukraine, Kiril Pawlow, Bulgarien, und Luwsangiin Enchbajar, Mongolei, und vor Shingo Harai, Japan, und Saeed Azarbayjani, Kanada |
| 2001 | 4.     | World Cup in Baltimore                    | Fliegen        | hinter Gholamreza Mohammadi, Iran, Atscham Achilow, Usbekistan, Aljaksandr Kantojeu, Russland, und vor Treague Moore, USA, und Vedat Özdemir, Türkei         |
| 2001 | 16.    | WM in Sofia                               | Fliegen        | Sieger: Herman Kantojeu, Belarus vor Babah Noursad, Iran, und Aljaksandr Kantojeu                                                                            |
| 2002 | 1.     | Welt-Cup in Spokane/USA                   | Bantam         | vor Kim Jong-dae, Südkorea, Bajaraagiin Naranbaatar, Mongolei, Michail Japaridze, Kanada, und Nassie Abdulajew, Russland                                     |
| 2003 | 1.     | Welt-Cup in Boise/USA                     | Bantam         | vor Teague Moore, Vasili Zeiher, Deutschland, Aljaksandr Kantojeu und Gevor Markarjan, Ukraine                                                               |
| 2003 | 1.     | Pan Amerikanische Spiele in Santo Domingo | Bantam         | vor René Montero, Kuba, Michail Japaridze und Antonio Gonzalez, Panama                                                                                       |
| 2003 | 5.     | WM in New York                            | Bantam         | hinter Dilshod Mansurov, Usbekistan, Ghenadie Tulbea, Moldawien, Alexander Sacharjuk, Ukraine u. Mohamed Aslani, Iran, und vor Amiran Kartanow, Griechenland |
| 2004 | Silber | OS in Athen                               | Bantam         | hinter Mawlet Batirow, Russland, und vor Chikara Tanabe, Japen, Amiran Kartanow und Li Zhengyu, China                                                        |
| 2005 | 1.     | Welt-Cup in Taschkent                     | Bantam         | vor Magomed Kjukajew, Russland, Adchan Achilow, Juri Golub, Ukraine, und Alexander Ibanez Rojas, Kuba                                                        |
| 2008 | 3.     | Dave-Schultz-Memorial in Colorado Springs | Bantam         | hinter Bajaraagiin Naranbaatar, Mongolei, und Rischwan Gadschijew, Belarus                                                                                   |

## Erläuterungen
- alle Wettkämpfe im freien Stil
- OS = Olympische Spiele, WM = Weltmeisterschaft
- Fliegengewicht, bis 1956 bis 52 kg, bis 2001 bis 54 kg, Bantamgewicht, seit 2002 bis 55 kg Körpergewicht